# Budynek przy ul. Szerokiej 14 w Toruniu
Budynek przy ul. Szerokiej 14 w Toruniu – dawna neoklasycystyczna kamienica Banku Niemieckiego, znajdujący się przy ul. Szerokiej 14 na Starym Mieście w Toruniu, siedziba Powszechnej Kasy Oszczędności Bank Polski.
Budynek zbudowano w 1909 roku, na miejscu starszej, gotyckiej. Ma dekorowaną fasadę z alegorycznymi figurami oraz detale architektoniczne, nawiązuje do kultury antycznej. W chwili oddania budynku do użytku mieścił się w nim Bank Niemiecki, dawniej działającego jako Norddeutsche Creditanstalt przy ul. Mostowej 13. Od 1913 roku siedziba filii Banku Związku Spółek Zarobkowych w Poznaniu. W 1993 roku połączono kamienicę z sąsiednią, przy numerze 16.